# Крогулець (Свентокшиське воєводство)
Крогулець (пол. Krogulec) — село в Польщі, у гміні Ключевсько Влощовського повіту Свентокшиського воєводства.